# Filip Glova
Filip Glova (* 15. Februar 1988) ist ein slowakischer Fußballschiedsrichter.
Glova leitet seit der Saison 2013/14 Spiele in der slowakischen Fortuna liga.
Seit 2016 steht er auf der Liste der FIFA-Schiedsrichter und leitet internationale Fußballspiele.
In der Saison 2019/20 leitete Glova erstmals ein Spiel in der Europa League, bisher noch keine Spiele in der Champions League, aber in der Qualifikation zu beiden Wettbewerben. Zudem pfiff er bereits Partien in der Nations League, in der EM-Qualifikation für die Europameisterschaft 2021 und Europameisterschaft 2024, in der europäischen WM-Qualifikation für die Weltmeisterschaft 2022 in Katar sowie Freundschaftsspiele.
Bei der U-21-Europameisterschaft 2017 in Polen war Glova Torrichter im Team von Ivan Kružliak. Bei der U-19-Europameisterschaft 2019 in Armenien leitete er zwei Gruppenspiele.